# Frans Robyns
Frans Jozef Valentin Robyns (Antwerpen, 8 mei 1918 - Maaseik, 22 januari 2002) was een Belgisch volksvertegenwoordiger en senator.

## Levensloop
Hij was een zoon van apotheker Paul Robyns-Theyskens. Hij trouwde in 1949 met Josée Jongen en het echtpaar bleef kinderloos.
Robyns studeerde aan het Sint-Stanislascollege in Berchem (1924-1935) en promoveerde tot doctor in de rechten (1940), licentiaat in het notariaat en baccalaureus in de thomistische wijsbegeerte aan de Katholieke Universiteit Leuven. Hij was voorzitter van de Studentengilde Sint-Laureins in Antwerpen. Hij vestigde zich als advocaat in Tongeren. In 1968-1970 was hij stafhouder van de Tongerse balie.
Na de Tweede Wereldoorlog werd hij actief binnen de CVP die hij mee hielp oprichten in Limburg. In 1949 werd hij arrondissementeel voorzitter van de CVP Tongeren en werd van 1952 tot 1966 gemeenteraadslid in Maaseik.
In 1949 werd hij verkozen tot CVP-volksvertegenwoordiger voor het arrondissement Tongeren-Maaseik, een mandaat dat hij vervulde tot in 1965. Van 1965 tot 1968 was hij provinciaal senator voor Limburg. Hij was lid van het Centrum Harmel en van de Raadgevende Interparlementaire Beneluxraad.
Hij was verder nog:
- lid van het Provinciaal Bureau van de Christelijke Middenstand,
- lesgever aan de Sociale School van het ACW Limburg,
- voorzitter van het uitbatingscomité van het Openluchttheater Maaseik,
- voorzitter van het Davidsfonds gewest Maasland,
- bestuurder van de Limburgse Economische Raad,
- voorzitter van het jeugdtehuis Kinrooi,
- voorzitter van het jeugdtehuis Harlindis en Relindis.